# Eselsfürth
Die Eselsfürth ist ein Wohnplatz in der kreisfreien Großstadt Kaiserslautern in Rheinland-Pfalz, der nordöstlich des Stadtzentrums liegt.

## Geografische Lage
Die Eselsfürth befindet sich im Nordosten der Stadt Kaiserslautern unmittelbar an der Gemarkungsgrenze zu Mehlingen am nordwestlichen Rand des Pfälzerwald. Durch den Ort fließt in Ost-West-Richtung der Eselsbach. Die Böden vor Ort enthalten Voltziensandstein.

## Geschichte
Das Kloster Otterberg besaß im Ort zwei Teiche.

## Verkehr
Unter Napoleon wurde die Kaiserstraße Paris–Mainz durch den Ort geführt, die in diesem Bereich bis Oktober 2004 mit der Bundesstraße 40 identisch war und anschließend im Zusammenhang mit Entstehung der nahen Autobahn zur Landesstraße 401 heruntergestuft wurde. Der Ort liegt zusätzlich an der Landesstraße 395, die ihn mit Landstuhl und Worms verbindet. Westlich befindet sich zudem das Autobahndreieck Kaiserslautern, über das Anschluss nach Mainz über die Bundesautobahn 62 sowie nach Saarbrücken und Mannheim über die Bundesautobahn 6 besteht.
Durch Eselsfürth verläuft zusätzlich die Bahnstrecke Kaiserslautern–Enkenbach, an der der Stadtteil früher einen Bahnhof besaß. Dieser verfügte über ein mechanisches Wärterstellwerk in Einheitsbauart, das 1938 in Betrieb genommen wurde und für den Bahnbetrieb inzwischen keine Rolle mehr spielt. Sein Empfangsgebäude entstand ebenfalls in den 1930er Jahren. Der Personenverkehr wurde 1987 eingestellt, 1997 jedoch reaktiviert, um Zügen der Alsenztalbahn den Umweg über Hochspeyer zu ersparen. Dennoch blieb dabei eine Reaktivierung des Eselsfürther Bahnhofs für die Personenbeförderung bislang aus. Bei ihm zweigt ein Anschlussgleis in eine nahe Kaserne der United States Army ab. Der Ort ist über die von der SWK Verkehrs-AG betriebene Buslinie 104 des Verkehrsverbundes Rhein-Neckar, die ihn mit der Stadtmitte und mit Bännjerrück verbindet, an den Nahverkehr angeschlossen.
Durch Eselsfürth verlaufen der Barbarossa-Radweg und der Wanderweg Wanderlaus, der halbbogenförmig um Kaiserslautern herum vom Wasserturm nördlich von Eselsfürth über den Humbergturm zur Burg Hohenecken verläuft.  Zudem liegt der Ort an der Route eines Wanderweges, der mit einem blau-gelben Balken markiert ist. Dieser verbindet ihn unter anderem mit Lauterecken und Sankt Germanshof.

## Infrastruktur
Im 19. Jahrhundert war Eselsfürth ein Luftkurort. Aus dieser Zeit stammt auch das Kurhaus Eselsfürth. Das Kurhaus, in dem sich heute das Irish Pub befindet, ist Wahrzeichen des Ortes. Im Ort gibt es noch zwei weitere Objekte, die unter Denkmalschutz stehen: die Villa Glaeser und die Villa Eselsfürth.
Im Ort befindet sich auch das Hotel Barbarossahof, das in einer alten Poststation entstand.
Der bis 1909 existierende Fußballverein FC Palatia 1901, ein Vorgängerverein des 1. FC Kaiserslautern, trug seine Heimspiele auf dem örtlichen Sportplatz aus. Zudem befindet sich vor Ort die sogenannte Quartermaster-Kaserne.
Historisch befanden sich vor Ort auch eine Radrennbahn und der sogenannte Barbarossapark.